# Leucania simplex
Leucania simplex là một loài bướm đêm trong họ Noctuidae.